# Andy Abraham
Andrew "Andy" Abraham, född den 17 juli 1964, är en brittisk sångare och låtskrivare. Han kom tvåa efter Shayne Ward i talangsåpan
The X Factor 2005, men fick trots andraplatsen skivkontrakt. 2008 vann han den brittiska uttagningen till Eurovision Song Contest med låten Even If. Den sluatde sist i finalen i Belgrad, Serbien.

## Diskografi
Abraham har efter sin medverkan i The X Factor släppt två album, och ett tredje släpps under 2008.
- The Impossible Dream (2006)
- Soul Man (2006)
- You (2008)